# Società Italiana Transaerea
La Società Transaerea Italiana è stata un'importante azienda aeronautica, ed una delle prime fabbriche del settore in Italia.

## Storia

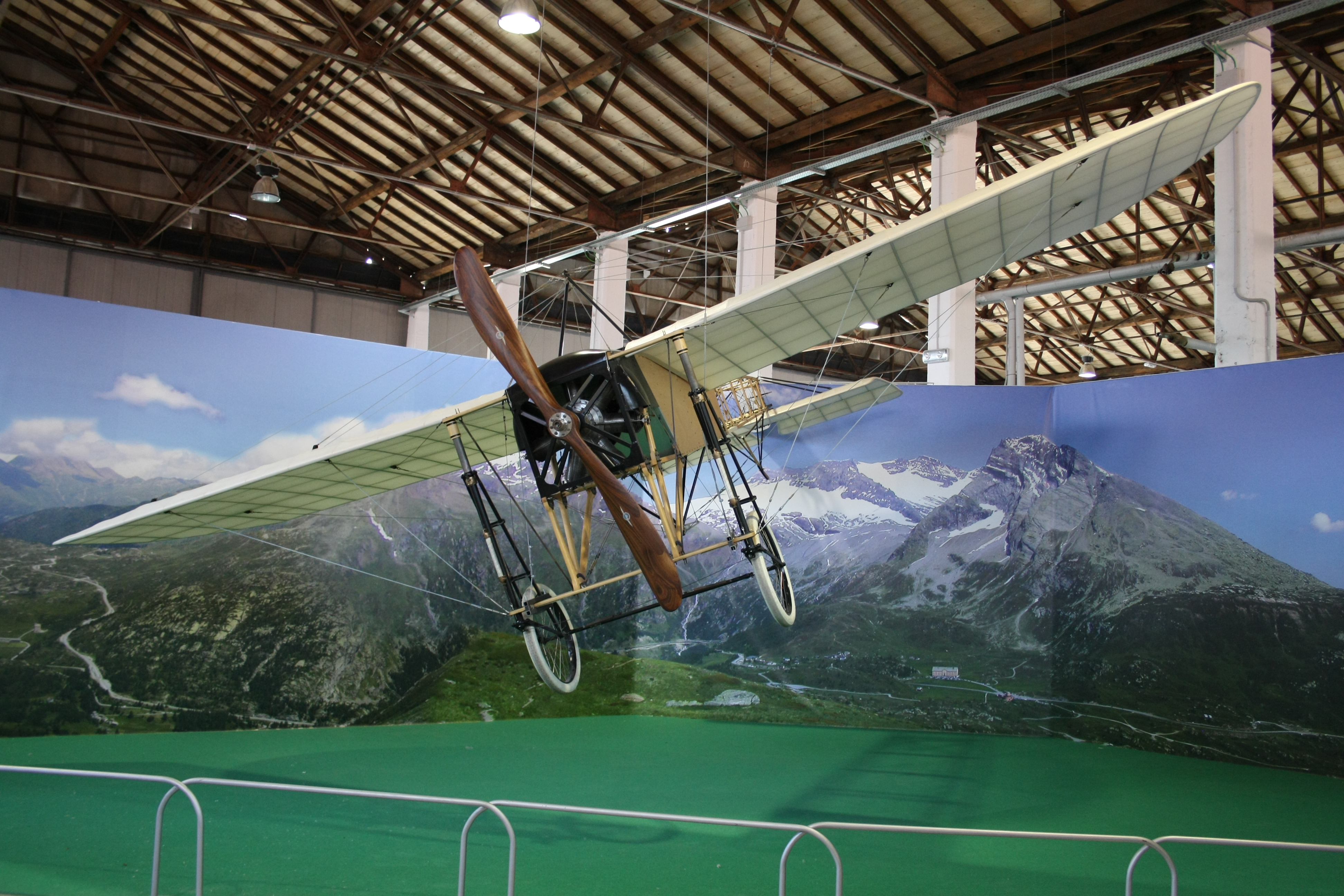
Un esemplare di Bleriot XI conservato al Museo Volandia di Somma Lombardo.

Visto il successo durante la guerra italo-turca, nell′impiego dell'aereo come mezzo aeronautico, da parte del Regio Esercito  ed in previsione dell’acquisto di un consistente numero di velivoli da prodursi integralmente in Italia, nell′aprile del 1912  l’industriale francese Louis Blériot si appoggio ad alcuni amici italiani, i fratelli Romolo e Cesare Manassero, l’ingegnere Alberto Triaca e l’avvocato Cesare Goria Gatti, per fondare una nuova società di produzione aeronautica che assunse la denominazione sociale di Società Italiana Transaerea (S.I.T.). La nuova società anonima fu costituita il 6 aprile 1912, con un capitale sociale di 350.000 lire e sede in corso Peschiera 251 a Torino, per produrre su licenza velivoli Blériot e Voisin, e successivamente, del nuovo Farman MF.7. Blériot assunse la presidenza della società, mentre Cesare Manissero ne divenne vicepresidente, l’ingegnere Triaca direttore tecnico, e Romolo Manissero direttore dell’attività sportiva.
Il giornalista e pioniere dell'aviazione Mario Cobianchi nel suo libro Pionieri dell'Aviazione in Italia riferisce che il primo aereo, un S.I.T.-Blériot XI, uscì dallo stabilimento sei mesi dopo e fu portato per la prima volta in volo dal collaudatore Perrier sul campo d’aviazione di Torino-Mirafiori il 19 ottobre 1912. Nei primi sei mesi del 1913 lo stabilimento della S.I.T. produsse 44 velivoli Blériot con motore Gnôme et Rhône da 80 HP, 2 Blériot 50HP e 16 Farman MF.11 con motori da 70 HP.
Nel maggio del 1913 il pilota francese Edmond Perreyon, pilota della S.I.T., su velivolo Blériot 80 HP effettuò, non senza difficoltà, il raid Torino-Roma-Torino. 
Nel 1914 la S.I.T. iniziò a produrre su licenza FIAT-SIA i velivoli Savoia-Pomilio SP.2, e poi il successivo modello Savoia-Pomilio SP.3.
Nel settembre 1917 la ditta, a causa di gravi difficoltà economiche, fu definitivamente acquistata dall’Ansaldo, e lo stabilimento, con la denominazione di cantiere n.3, iniziò la produzione dei primi modelli SVA, che uscirono dalla linea di montaggio nella primavera del 1918.

## Produzione

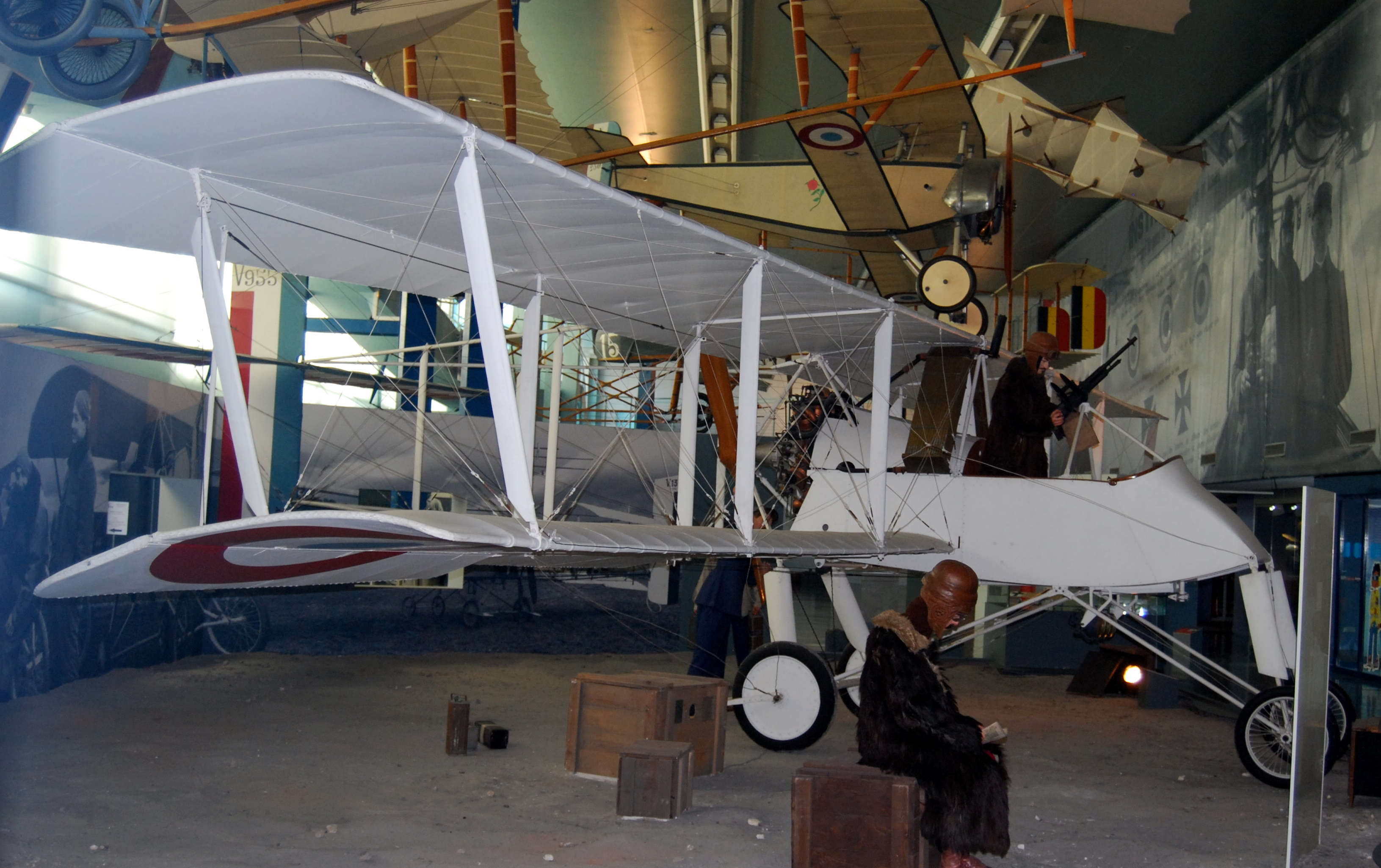
Un esemplare di Voisin L.A.S. conservato presso il Musée de l'air et de l'espace, a Le Bourget, Parigi.

| Modello              | Anno | Tipo                    | Esemplari | Note                  |
| Blériot XI           | 1912 | ricognitore             |           | realizzato su licenza |
| Bleriot XI-2         | 1912 | ricognitore             |           | realizzato su licenza |
| Voisin IIIB.2        | 1912 | bombardiere/ricognitore | 112       | realizzato su licenza |
| Farman MF.7 Longhorn | 1912 | ricognitore             |           | realizzato su licenza |
| Savoia-Pomilio SP.3  | 1917 | aereo da ricognizione   |           | realizzato su licenza |